# Togado de Periate
El Togado de Periate es una escultura, un togatus, de bronce romana, con una datación aún imprecisa entre el siglo I y el siglo III, encontrada en la aldea española de Periate, término municipal de Píñar (Granada), el 27 de marzo de 1982. Se trata de la pieza más importante conservada en España y es el segundo togado en bronce encontrado en la península ibérica, tras el aparecido en 1895 en Pamplona, el Togado de Pompelo, que recientemente se ha relocalizado tras más de un siglo en paradero desconocido. A diferencia de aquel, el de Periate conserva piezas relevantes como la cabeza y la mano izquierda.

## Descripción
Es una pieza escultórica formada por tres piezas: cuerpo, mano izquierda y cabeza. El brazo derecho se halla perdido. Por el vástago situado bajo su pie derecho se supone que la escultura estaría anclada en un pedestal que no ha aparecido. Tanto la cabeza, desproporcionada respecto al cuerpo, como la mano derecha son obra de un taller distinto.
Tiene una anchura de 65 cm. y una altura de 160 cm., lo que la convierte en una de las mayores esculturas de bronce encontradas en España.
Representa a un togado de tamaño natural. Le falta la mano derecha. La mano izquierda, así como la cabeza, están unidas al cuerpo mediante estuco. Seguramente represente al emperador Claudio II el Gótico.
Actualmente se encuentra expuesto en el Museo Arqueológico y Etnológico de Granada.